# Загор'я (Палкінський район)
Загор'я (рос. Загорье) — присілок у Палкінському районі Псковської області Російської Федерації.
Населення становить 4 особи. Входить до складу муніципального утворення Палкінська волость.

## Історія
Від 2015 року входить до складу муніципального утворення Палкінська волость.

## Населення
| 2001 | 2002 | 2010 | 2016 |
| ---- | ---- | ---- | ---- |
| 15   | ↘9   | ↘7   | ↘4   |